# Sprungwurf (Basketball)
Der Sprungwurf (englisch jump shot) ist eine Wurftechnik in der Sportart Basketball.

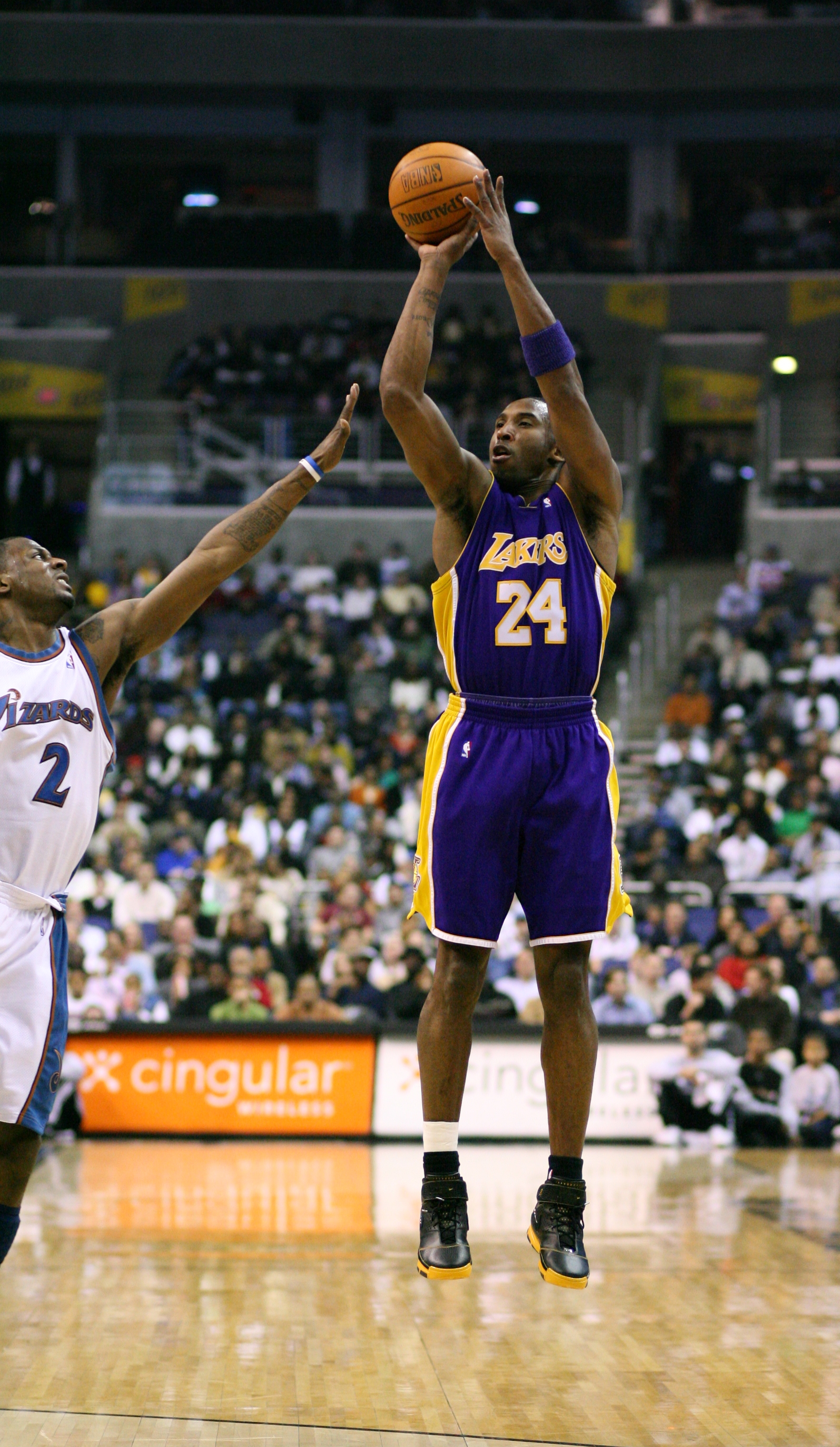
Kobe Bryant bei einem Sprungwurf.

Der Sprungwurf ist ein einhändiger Wurf aus einer gerade nach oben gerichteten Sprungbewegung. Er ist die heute übliche Art, aus der Distanz zu werfen. Beim einhändigen Sprungwurf führt nur eine Hand (bzw. ein Arm) die eigentliche Wurfbewegung aus, während die andere Hand lediglich von rechts oder links (je nachdem, ob Links- oder Rechtshänder) den Ball bis zum Zeitpunkt des Wurfs stützt und auf der Wurfhand fixiert. 
Da der Ball von über dem Kopf und durch den Sprung von einer erhöhten Position aus geworfen wird, ist er für einen Verteidiger weit schwieriger zu blocken als ein Standwurf. Weitere Vorteile sind gegenüber dem Standwurf die Schnelligkeit der Ausführbarkeit und der aus dem Sprung gewonnene Schwung. Durch die schneller mögliche Ausführung des Sprungwurfes verschafft sich der Angreifer einen Vorteil gegenüber dem Verteidiger. Durch den Schwung muss der Spieler für das Werfen des Balls weniger Kraft einsetzen, somit kann er den Wurf genauer ausführen. Beim Erlernen des Sprungwurfs wird ähnlich wie beim Korbleger die Betonung der Ausführungsreihenfolge Springen-Fliegen-Werfen als hilfreich angesehen. Anzustreben ist nach dem Absprung ein „Stehen in der Luft“, um den Wurf möglichst ruhig ausführen zu können, was allerdings eine entsprechende Sprungkraft erfordert.

## Geschichte
Seit der Erfindung von Basketball dominierte der zweihändige Standwurf zusammen mit dem Korbleger das Spiel. Anders als beim Sprungwurf, wird der Ball aus dem Stand geworfen. Dadurch fehlten den Spielern damals die (oben schon erwähnten) Vorteile eines modernen Sprungwurfs. 
Doch schon in den 1930er Jahren entwickelte sich langsam der Sprungwurf. Hank Luisetti begann erstmals, mit einer Hand aus dem Lauf statt wie bisher üblich mit beiden Händen aus dem Stand zu werfen. Luisetti war mit dieser Technik äußerst erfolgreich und hatte daher zahlreiche Nachahmer. Ein Spieler namens Kenny Sailors war es vermutlich, der Anfang der 1940er aus Luisettis einhändigem Wurf aus dem Lauf den einhändigen Sprungwurf entwickelte. Bereits 1946 beherrscht mit dem Italiener Giuseppe Stefanini der erste Europäer den Sprungwurf. 
Die neue Wurftechnik ermöglichte Flügelspielern effektiver aus der Distanz zu punkten. Paul Arizin von den Philadelphia Warriors war bereits Anfang der 1950er dank dem Sprungwurf einer der erfolgreichsten Korbjäger der NBA.

## Variationen

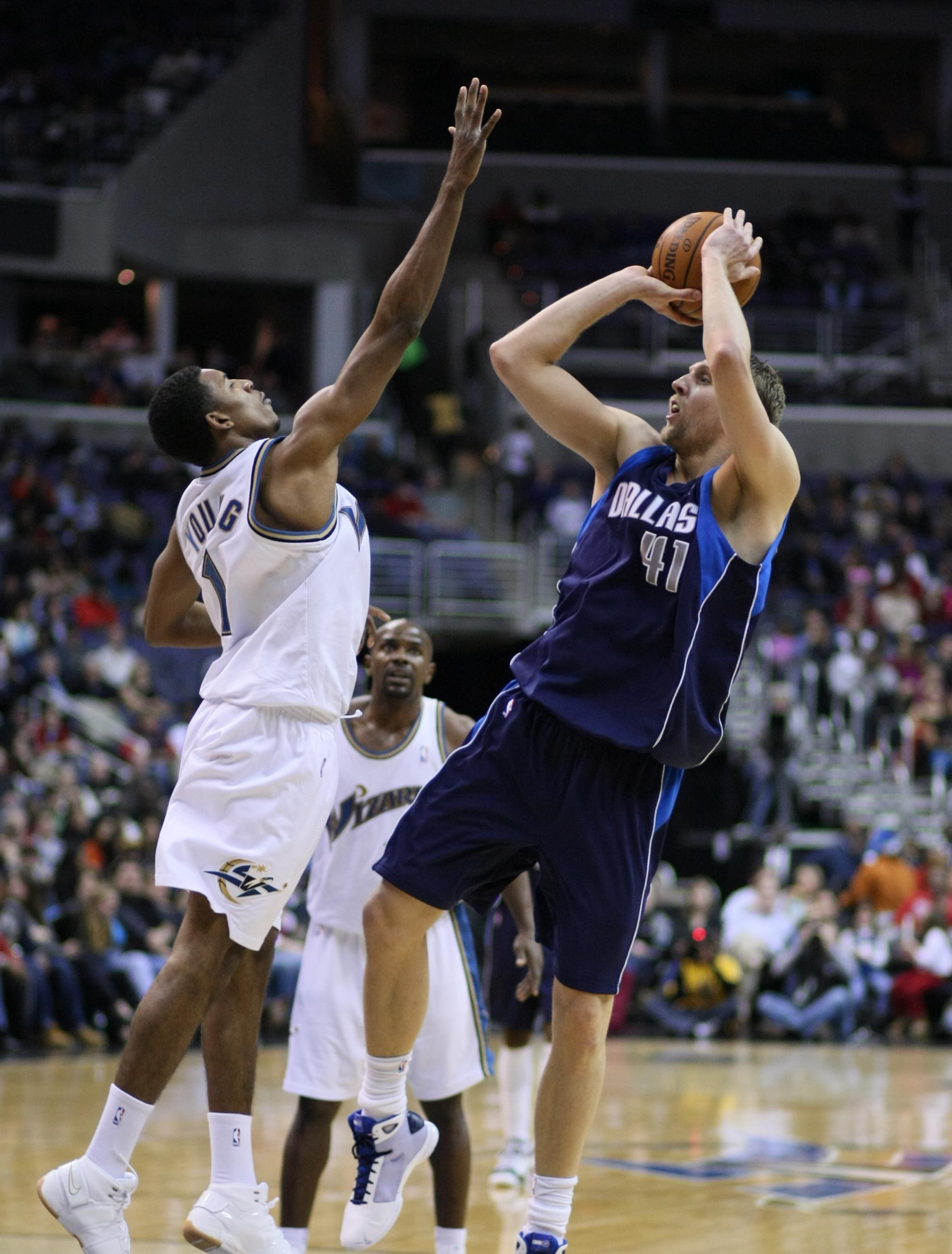
Dirk Nowitzki wirft einen Fadeaway über Nick Young.

Nicht als Sprungwurf werden Korbleger und Dunking bezeichnet, die eigenständige Wurftechniken sind. Die bekanntesten Variationen des Sprungwurfs sind:

### Fadeaway Jump Shot
Eine Variation des Sprungwurfs ist der „fadeaway jump shot“ (engl.). Beim Fadeaway springt der Spieler nicht, wie beim Sprungwurf üblich, gerade nach oben, sondern springt in einer Rückwärtsbewegung ab und lässt sich nach hinten fallen. Dadurch, dass der Spieler durch sein Nachhintenfallen den Abstand des Balls und seiner selbst zum verteidigenden Gegenspieler vergrößert, ist diese Art von Wurf schwierig zu verteidigen, vergrößert allerdings die Distanz zum Korb. Michael Jordan, Dirk Nowitzki und Kobe Bryant verwendeten diese Technik in ihrer aktiven Zeit.

### Leaning Jump Shot

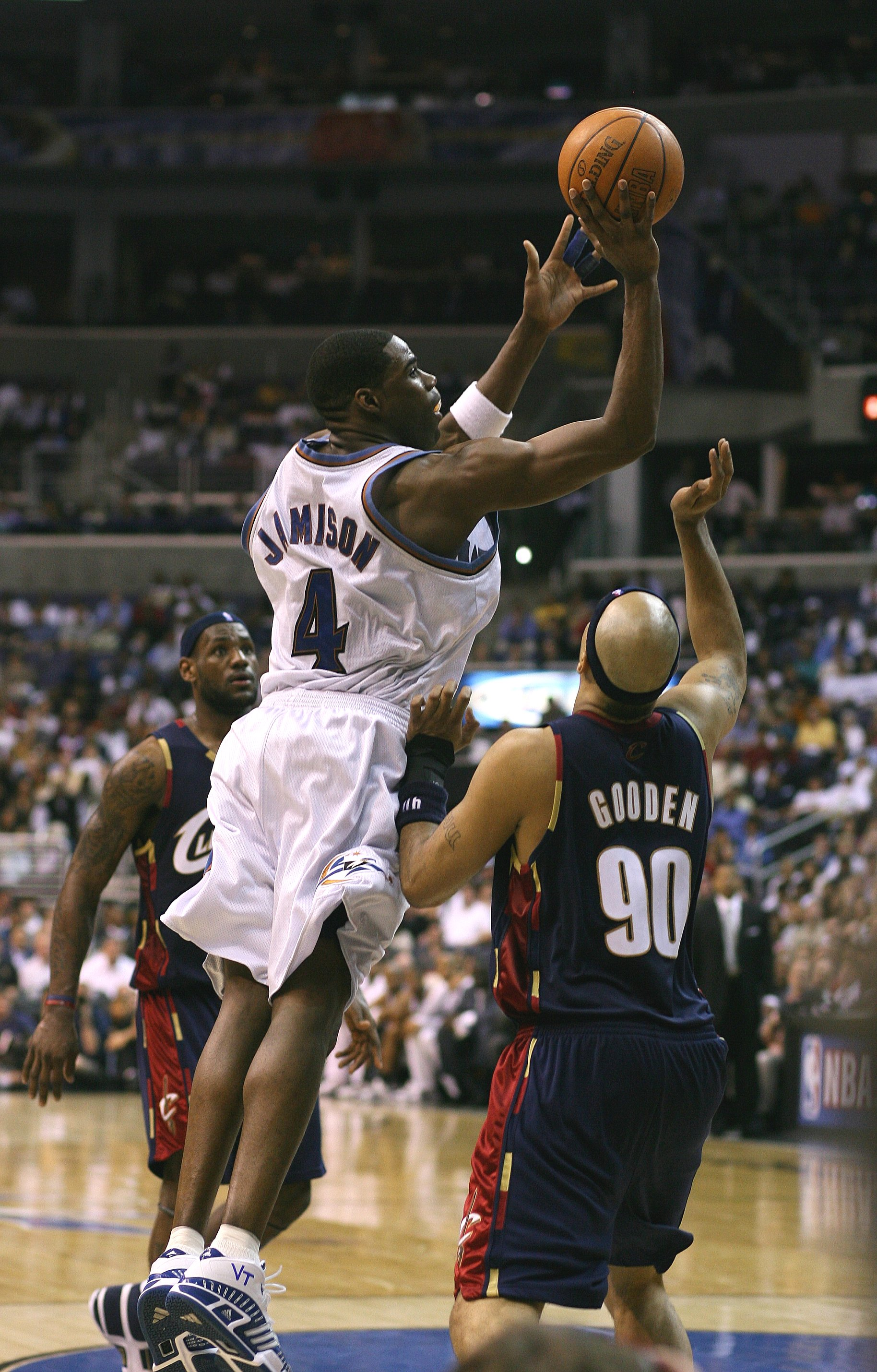
Antawn Jamison bei einem Leaner

Der „leaning jump shot“ (engl., kurz leaner) ist eine weitere Variante des Sprungwurfs. Anders als beim Fadeaway springt der Werfer nicht in einer Rückwärts-, sondern in einer Vorwärtsbewegung Richtung Korb ab. Der Werfer kann so nach einer erfolgreichen Wurftäuschung am verteidigenden Spieler „vorbei springen“ oder über ihn „hinweg springen“. Ein weiterer Vorteil des Leaners ist, dass man ihn aus dem Lauf heraus werfen kann, und somit den vorhandenen Schwung ausnutzen kann. Der Leaner wird meistens als Nahdistanzwurf (in unmittelbarer Nähe zum Korb) eingesetzt.

### Turnaround Jump Shot
Beim „turnaround jump shot“ (engl.) drückt der Spieler mit dem eigenen Körper bzw. Rücken gegen seinen Verteidiger („aufposten“). Dabei steht er mit dem Rücken zum Korb und nimmt Körperkontakt zu seinem Gegenspieler auf. Ähnlich wie bei dem Fadeaway springt er nun in einer Drehbewegung von seinem Verteidiger weg und wirft den Ball sobald er sich um ca. 180° gedreht hat. Bekannt wurde diese Wurftechnik durch Michael Jordan.

### Step-Back Jump Shot
Der „step-back jump shot“ (engl.) wird mit einem Schritt nach vorne begonnen. Dabei wird der Abstand zum verteidigenden Spieler verringert. Nun springt der Werfer wieder auf seine vorherige Position zurück und wirft einen normalen Sprungwurf. Durch den Schritt zurück verschafft sich der Werfer genug Platz, um einen Wurf auszuführen.